# آیکوکو هیرابایاشی
آیکوکو هیرابایاشی (انگلیسی: Aikoku Hirabayashi؛ زادهٔ ۲۴ مارس ۱۹۰۹ - درگذشته نامشخص) بوکسور اهل ژاپن بود.